# Tesfom Okubamariam
Issak Tesfom Okubamariam (28 de febrero de 1991) es un ciclista eritreo.

## Palmarés
2012
- 1 etapa del Tour de Argelia
- 1 etapa del Tour de Eritrea
- 2.º en el Campeonato de Eritrea en Ruta

2013
- Campeonato Africano en Ruta
- 3.º en el Campeonato de Eritrea Contrarreloj

2015
- 2.º en el Campeonato de Eritrea en Ruta

2016
- Campeonato Africano en Ruta
- Circuito de Massawa
- 1 etapa del Tour de Ruanda
- UCI Africa Tour